# 212 a.C.

## Eventos
- Quinto Fúlvio Flaco, pela terceira vez, e Ápio Cláudio Pulcro, cônsules romanos.[1]
- Sétimo ano da Segunda Guerra Púnica:
  - Primeira Batalha de Cápua - Aníbal derrota os cônsules Quinto Fúlvio Flaco e Ápio Cláudio Pulcro, mas o exército romano consegue escapar.
  - Batalha dos Campos Antigos - Magão, o Samnita, derrota e mata o procônsul Tibério Semprônio Graco na Lucânia.
  - Batalha do Sílaro - Aníbal destrói o exército do pretor Marco Centênio Pênula.
  - Primeira Batalha de Herdônia - Aníbal destrói o exército romano do pretor Cneu Fúlvio Flaco.
  - Início do Cerco de Cápua.
  - Queda de Siracusa pelas mãos de Marco Cláudio Marcelo.
  - Terceiro ano da Primeira Guerra Macedônica.

## Mortes
- Arquimedes, matemático grego (n. 287 a.C.)